# Caprioli (Pisciotta)
Caprioli è una frazione del comune di Pisciotta, in provincia di Salerno. Al 2018 contava 953 abitanti .

## Geografia fisica
Caprioli si trova sulla costa tirrenica, lungo la SS 447. Dista circa 5 km da Pisciotta e da Palinuro. Contava una stazione sulla ferrovia Battipaglia-Reggio Calabria, chiusa ormai da diversi anni. Già nel 2003 nessun treno si fermava.
Il paese è composto dalle contrade di "Valle di Marco" (dov'è la stazione e il celebre Cenotafio di Palinuro, Caprioli “C”, "Fornace" (sempre sul litorale), "Santa Caterina" (in collina, sulla provinciale per San Mauro la Bruca e Futani), "Villa Verde" (dove si può ammirare il golfo di Palinuro) e "Pedali", dove si trova una sorgente d'acqua.
Al confine con la frazione di Palinuro si erge la Torre Caprioli, un'antica torre di avvistamento eretta agli inizi del XVII secolo come difesa contro le incursioni saracene.

## Economia

### Turismo

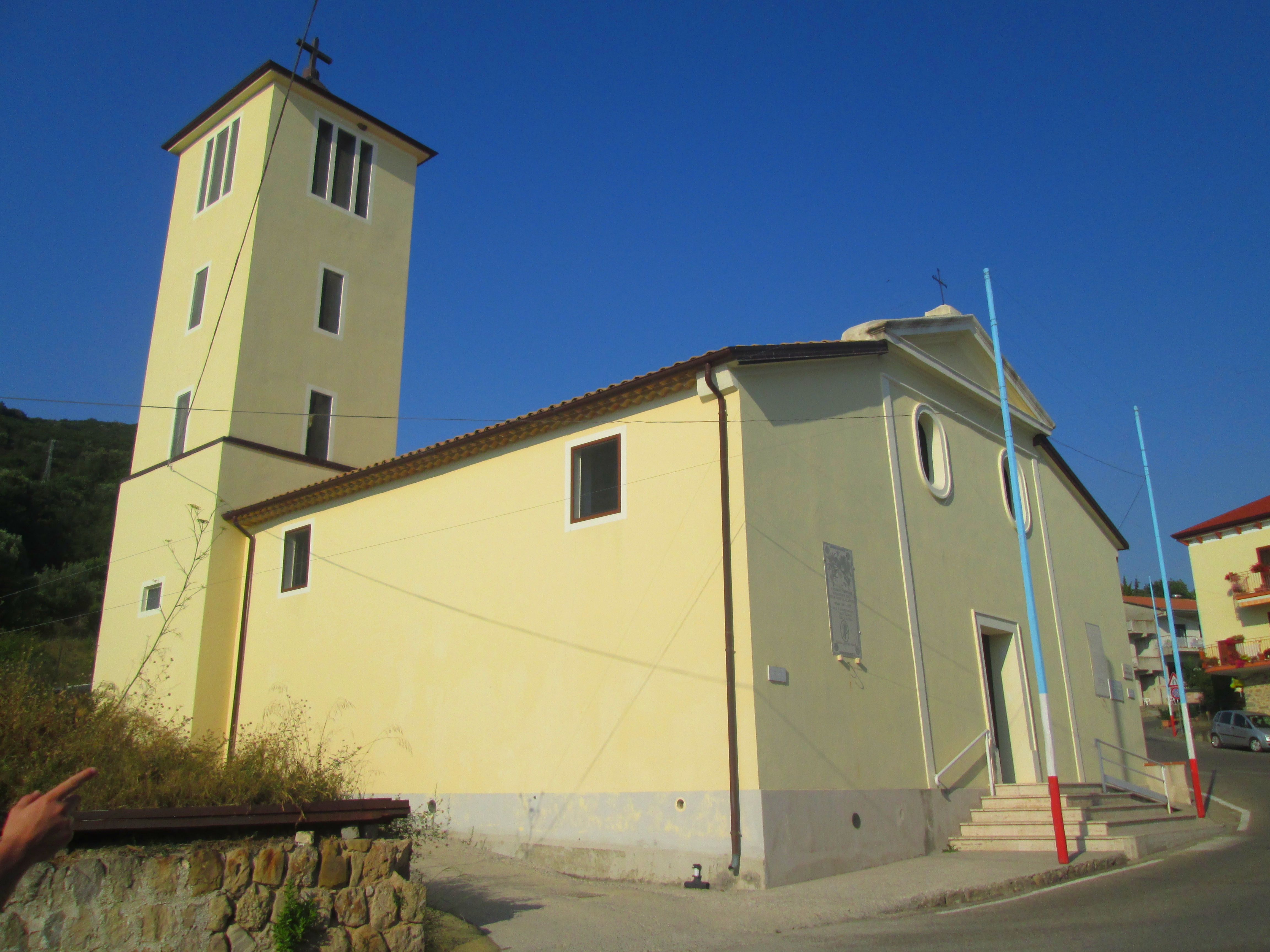
Chiesa di santa Caterina d'Alessandria

Caprioli è una località turistica piuttosto ricettiva d'estate, anche grazie ai buoni collegamenti: la vicina stazione ferroviaria di Pisciotta-Palinuro serve il paese con un autobus navetta che porta a Marina di Camerota. La fascia costiera lungo la quale si snodano le due contrade è composta per lo più da spiagge sabbiose.

## Filmografia
Il film "Vacanze d'estate" (Ninì Grassia, 1985) con Enzo Cannavale, Patrizia Pellegrino e Bombolo, ebbe in parte Caprioli come proscenio. Le scene finali si svolsero nella sua stazione ferroviaria.